# Serie A 2017-2018 (calcio a 5 femminile)
La Serie A 2017-2018 è il 7º campionato di Serie A e la 25ª manifestazione nazionale che assegna il titolo di campione d'Italia. La stagione inizia il 24 settembre 2017 e si conclude il 29 aprile 2018. A parità di punteggio fra due o più squadre, la graduatoria finale è determinata in base alla classifica avulsa (stesso parametro valevole anche al termine del girone d'andata, per definire le otto formazioni qualificate alla Coppa Italia). I criteri imposti sono: punti ottenuti negli scontri diretti, differenza reti negli scontri diretti, differenza reti generale, reti realizzate in generale, sorteggio. Rimasta immutata la formula dei play-off (le prime otto classificate accedono direttamente agli spareggi-scudetto) cambia il numero di retrocessioni: scenderanno in Serie A2 sei squadre, Le modalità e le procedure per l’individuazione di dette squadre formeranno oggetto di apposito Comunicato Ufficiale di successiva pubblicazione. Per questa stagione il pallone ufficiale del campionato è il Vertigo fornito da AGLA, sponsor tecnico della Divisione Calcio a 5. Nelle gare del campionato di Serie A, comprese le gare dei play-off e play-out, è fatto obbligo alle società di impiegare almeno sei calciatrici formate in Italia cioè tesserate per la FIGC prima del compimento del diciottesimo anno di età. Nelle stesse gare è inoltre fatto obbligo di impiegare almeno giocatrici che abbiano compiuto anagraficamente il 14º anno di età

## Stagione
Il Consiglio Direttivo della Divisione Calcio a Cinque, preso atto delle domande di iscrizione di 17 società aventi diritto e della rinuncia del Sinnai, oltre alla richiesta di iscrizione in Serie A2 femminile delle aventi diritto Coppa D’Oro e Angelana, ha definito l’organico per la stagione sportiva 2017/18 della Serie A femminile in 17 (diciassette) società, con girone unico..

## Squadre partecipanti
| Club              | Città                | Palazzetto                                                | Stagione 2016-17                                |
| ----------------- | -------------------- | --------------------------------------------------------- | ----------------------------------------------- |
| Bellator Ferentum | Ferentino            | PalaOlimpic (Colleferro)                                  | 3º nel Girone Silver, primo turno play-out      |
| Breganze          | Breganze             | Palasport (Sarcedo)                                       | 6º nel Girone Gold, quarti di finale play-off   |
| Cagliari          | Cagliari             | PalaConi                                                  | 10º nel Girone Gold, primo turno play-off       |
| Città di Thiene   | Thiene               | Palestra Ceccato                                          | 5º nel Girone Silver, secondo turno play-out    |
| Falconara         | Falconara Marittima  | Palasport Badiali                                         | 4º nel Girone Silver, primo turno play-out      |
| SF Fasano         | Fasano               | Palestra Salvemini                                        | 2º nel Girone Silver, primo turno play-off      |
| Kick Off          | San Donato Milanese  | Palazzetto dello Sport                                    | 7º nel Girone Gold, quarti di finale play-off   |
| Lazio             | Roma                 | PalaGEMS                                                  | 9º nel Girone Gold, quarti di finale play-off   |
| Olimpus           | Roma                 | PalaOlgiata                                               | Campione d'Italia                               |
| Lokrians          | Locri                | Palazzetto dello Sport (Sant'Andrea Apostolo dello Jonio) | 8º nel Girone Gold, primo turno play-off        |
| Montesilvano      | Montesilvano         | PalaRoma                                                  | 4º nel Girone Gold, semifinale play-off         |
| Pescara           | Pescara              | PalaRigopiano                                             | 1º nel Girone Silver, primo turno play-off      |
| Rambla            | Curtarolo            | Palasport (Vigodarzere)                                   | 1º nel Girone A di Serie A2                     |
| Real Grisignano   | Grisignano di Zocco  | Palasport                                                 | 4º nel Girone A di Serie A2, vincitore play-off |
| Real Statte       | Statte               | Palazzetto dello Sport (Montemesola)                      | 5º nel Girone Gold, quarti di finale play-off   |
| Salinis           | Margherita di Savoia | Palasport (Andria)                                        | 1º nel Girone C di Serie A2                     |
| Ternana           | Terni                | PalaDiVittorio                                            | 1º nel Girone Gold, finale play-off             |

### Allenatori e primatisti
| Squadra           | Allenatore          | Cannoniere |
| ----------------- | ------------------- | ---------- |
| Bellator Ferentum | Roberto Chiesa      |            |
| Breganze          | Luigi Zanetti       |            |
| Cagliari          | Diego Podda         |            |
| Città di Thiene   | Antonio Centofante  |            |
| Falconara         | Massimiliano Neri   |            |
| S.F. Fasano       | Massimo Monopoli    |            |
| Kick Off          | Riccardo Russo      |            |
| S.S. Lazio        | Daniele Chilelli    |            |
| Lokrians          | Gianluigi Mardente  |            |
| Montesilvano      | Gianluca Marzuoli   |            |
| Olimpus           | Araceli Gayardo     |            |
| Pescara           | Everaldo Segundo    |            |
| Rambla            | Arianna Barcaro     |            |
| Real Grisignano   | Adriano Turcato     |            |
| Salinis           | Giorgia Grillo      |            |
| Real Statte       | Tony Marzella       |            |
| Ternana           | Federico Pellegrini |            |

## Stagione regolare

### Classifica[4]
|  | Pos. | Squadra           | Pt | G  | V  | N | P  | GF  | GS  | DR   |
|  | ---- | ----------------- | -- | -- | -- | - | -- | --- | --- | ---- |
|  | 1.   | Olimpus           | 74 | 30 | 24 | 2 | 4  | 143 | 51  | +92  |
|  | 2.   | Montesilvano      | 72 | 30 | 23 | 3 | 4  | 113 | 46  | +67  |
|  | 3.   | Ternana           | 70 | 30 | 23 | 1 | 6  | 129 | 83  | +46  |
|  | 4.   | Kick Off          | 66 | 30 | 21 | 3 | 6  | 153 | 70  | +83  |
|  | 5.   | Pescara           | 65 | 30 | 21 | 2 | 7  | 148 | 70  | +78  |
|  | 6.   | Cagliari          | 50 | 30 | 15 | 5 | 10 | 120 | 82  | +38  |
|  | 7.   | Real Statte       | 48 | 30 | 14 | 6 | 10 | 91  | 82  | +9   |
|  | 8.   | Lazio             | 46 | 30 | 14 | 4 | 12 | 123 | 112 | +11  |
|  | 9.   | Breganze          | 46 | 30 | 14 | 4 | 12 | 108 | 83  | +25  |
|  | 10.  | Salinis           | 41 | 30 | 12 | 5 | 13 | 89  | 77  | +12  |
|  | 11.  | Falconara         | 36 | 30 | 11 | 3 | 16 | 85  | 85  | 0    |
|  | 12.  | Bellator Ferentum | 28 | 30 | 8  | 5 | 17 | 56  | 94  | -38  |
|  | 13.  | Real Grisignano   | 22 | 30 | 7  | 1 | 22 | 63  | 125 | -62  |
|  | 14.  | SF Fasano         | 19 | 30 | 6  | 1 | 23 | 52  | 143 | -91  |
|  | 15.  | Rambla            | 8  | 30 | 2  | 3 | 25 | 51  | 159 | -108 |
|  | 16.  | Città di Thiene   | 3  | 30 | 1  | 0 | 29 | 41  | 203 | -162 |
|  | −    | Lokrians          | −  | −  | −  | − | −  | −   | −   | −    |

### Verdetti
- Città di Thiene , Rambla e, dopo i play-out, S.F. Fasano e Bellator Ferentum retrocessi in Serie A2 2018-19.
- Lokrians escluso dal campionato per cessazione dell'attività agonistica con decorrenza immediata (17ª giornata)[6]. Le gare disputate dalla società non sono state considerate valide ai fini della classifica. Nelle rimanenti partite, le società che avrebbero dovuto incontrare il Lokrians osservano un turno di riposo[7].
- Pescara non iscritto al campionato di Serie A 2018-19; Falconara retrocesso in Serie A2 ma successivamente ripescato.

### Calendario e risultati
| andata  | andata | 1ª giornata                  | ritorno (18ª) | ritorno (18ª) |
|         |        |                              |               |               |
| 24 set. | 0-3    | Bellator Ferentum-Olimpus    | 0-5           | 14 gen.       |
| 24 set. | 5-3    | Cagliari-Salinis             | 1-3           | 13 gen.       |
| 24 set. | 5-0    | Kick Off-Falconara           | 0-6           | 14 gen.       |
| 24 set. | 3-5    | Lokrians-Lazio               | n.d.          | 14 gen.       |
| 24 set. | 13-0   | Pescara-Rambla               | 5-0           | 14 gen.       |
| 24 set. | 0-5    | Real Grisignano-Montesilvano | 2-5           | 14 gen.       |
| 24 set. | 9-0    | Real Statte-Thiene           | 3-2           | 14 gen.       |
| 24 set. | 2-4    | Ternana-Fasano               | 5-2           | 14 gen.       |

| andata  | andata | 2ª giornata             | ritorno (19ª) | ritorno (19ª) |
|         |        |                         |               |               |
| 30 set. | 1-5    | Falconara-Cagliari      | 3-5           | 21 gen.       |
| 1° ott. | 0-8    | Thiene-Pescara          | 1-9           | 21 gen.       |
| 1° ott. | 1-6    | Rambla-Lokrians         | n.d.          | 21 gen.       |
| 1° ott. | 4-0    | Lazio-Bellator Ferentum | 2-1           | 21 gen.       |
| 1° ott. | 4-0    | Salinis-Real Grisignano | 6-1           | 21 gen.       |
| 1° ott. | 2-6    | Fasano-Real Statte      | 6-3           | 21 gen.       |
| 18 ott. | 7-2    | Olimpus-Breganze        | 5-3           | 21 gen.       |
| 28 nov. | 6-0    | Montesilvano-Ternana    | 4-2           | 21 gen.       |

| andata | andata | 3ª giornata               | ritorno (20ª) | ritorno (20ª) |
|        |        |                           |               |               |
| 8 ott. | 4-3    | Bellator Ferentum-Rambla  | 3-3           | 28 gen.       |
| 8 ott. | 4-4    | Breganze-Lazio            | 4-8           | 28 gen.       |
| 8 ott. | 4-3    | Cagliari-Kick Off         | 3-5           | 28 gen.       |
| 8 ott. | 4-2    | Lokrians-Thiene           | n.d.          | 28 gen.       |
| 8 ott. | 10-1   | Pescara-Fasano            | 6-0           | 28 gen.       |
| 8 ott. | 2-1    | Real Grisignano-Falconara | 2-4           | 28 gen.       |
| 8 ott. | 3-4    | Real Statte-Montesilvano  | 2-2           | 28 gen.       |
| 8 ott. | 4-1    | Ternana-Salinis           | 3-2           | 28 gen.       |

| andata  | andata | 4ª giornata              | ritorno (21ª) | ritorno (21ª) |
|         |        |                          |               |               |
| 11 ott. | 6-0    | Falconara-Ternana        | 6-0           | 31 gen.       |
| 11 ott. | 0-4    | Thiene-Bellator Ferentum | 1-6           | 31 gen.       |
| 11 ott. | 2-7    | Rambla-Breganze          | 1-7           | 31 gen.       |
| 11 ott. | 6-1    | Kick Off-Real Grisignano | 6-3           | 31 gen.       |
| 11 ott. | 2-4    | Lazio-Olimpus            | 4-6           | 31 gen.       |
| 11 ott. | 2-2    | Salinis-Real Statte      | 2-2           | 31 gen.       |
| 11 ott. | 2-2    | Fasano-Lokrians          | n.d.          | 31 gen.       |
| 18 ott. | 4-6    | Montesilvano-Pescara     | 3-4           | 31 gen.       |

| andata  | andata | 5ª giornata              | ritorno (22ª) | ritorno (22ª) |
|         |        |                          |               |               |
| 15 ott. | 5-2    | Bellator Ferentum-Fasano | 3-1           | 4 feb.        |
| 15 ott. | 4-3    | Breganze-Thiene          | 8-2           | 4 feb.        |
| 15 ott. | 0-0    | Lokrians-Montesilvano    | n.d.          | 4 feb.        |
| 15 ott. | 5-1    | Olimpus-Rambla           | 4-1           | 4 feb.        |
| 15 ott. | 5-3    | Pescara-Salinis          | 4-2           | 4 feb.        |
| 15 ott. | 2-3    | Real Grisignano-Cagliari | 0-7           | 4 feb.        |
| 15 ott. | 5-1    | Real Statte-Falconara    | 2-1           | 4 feb.        |
| 15 ott. | 2-1    | Ternana-Kick Off         | 6-5           | 4 feb.        |

| andata  | andata | 6ª giornata                    | ritorno (23ª) | ritorno (23ª) |
|         |        |                                |               |               |
| 21 ott. | 2-3    | Fasano-Breganze                | 0-5           | 11 feb.       |
| 22 ott. | 1-5    | Falconara-Pescara              | 2-8           | 11 feb.       |
| 22 ott. | 2-12   | Thiene-Olimpus                 | 1-10          | 11 feb.       |
| 22 ott. | 2-3    | Cagliari-Ternana               | 3-7           | 11 feb.       |
| 22 ott. | 3-4    | Rambla-Lazio                   | 0-7           | 11 feb.       |
| 22 ott. | 8-1    | Kick Off-Real Statte           | 5-3           | 11 feb.       |
| 22 ott. | 1-1    | Montesilvano-Bellator Ferentum | 2-0           | 11 feb.       |
| 22 ott. | 3-1    | Salinis-Lokrians               | n.d.          | 11 feb.       |

| andata  | andata | 7ª giornata               | ritorno (24ª) | ritorno (24ª) |
|         |        |                           |               |               |
| 29 ott. | 2-2    | Bellator Ferentum-Salinis | 0-4           | 18 feb.       |
| 29 ott. | 1-3    | Breganze-Montesilvano     | 1-4           | 18 feb.       |
| 29 ott. | 4-1    | Lazio-Thiene              | 16-4          | 18 feb.       |
| 29 ott. | 2-1    | Lokrians-Falconara        | n.d.          | 18 feb.       |
| 29 ott. | 10-2   | Olimpus-Fasano            | 8-1           | 18 feb.       |
| 29 ott. | 4-2    | Pescara-Kick Off          | 3-5           | 18 feb.       |
| 29 ott. | 4-1    | Real Statte-Cagliari      | 1-8           | 18 feb.       |
| 29 ott. | 5-0    | Ternana-Real Grisignano   | 4-3           | 18 feb.       |

| andata  | andata | 8ª giornata                 | ritorno (25ª) | ritorno (25ª) |
|         |        |                             |               |               |
| 1 nov.  | 2-2    | Falconara-Bellator Ferentum | 0-2           | 25 feb.       |
| 1 nov.  | 9-2    | Kick Off-Lokrians           | n.d.          | 25 feb.       |
| 1 nov.  | 0-1    | Montesilvano-Olimpus        | 2-3           | 25 feb.       |
| 1 nov.  | 2-2    | Salinis-Breganze            | 2-5           | 25 feb.       |
| 1 nov.  | 1-2    | Real Grisignano-Real Statte | 3-5           | 25 feb.       |
| 15 nov. | 1-4    | Cagliari-Pescara            | 4-3           | 28 feb.       |
| 8 dic.  | 3-4    | Thiene-Rambla               | 4-2           | 25 feb.       |
| 20 dic. | 2-3    | Fasano-Lazio                | 2-7           | 25 feb.       |

| andata | andata | 9ª giornata                | ritorno (26ª) | ritorno (26ª) |  |
|        |        |                            |               |               |  |
| 5 nov. | 3-4    | Breganze-Falconara         | 3-1           | 4 mar.        |  |
| 5 nov. | 2-4    | Rambla-Fasano              | 2-3           | 3 mar.        |  |
| 5 nov. | 3-4    | Lazio-Montesilvano         | 2-3           | 4 mar.        |  |
| 5 nov. | 3-5    | Lokrians-Cagliari          | n.d.          | 4 mar.        |  |
| 5 nov. | 9-0    | Pescara-Real Grisignano    | 6-4           | 4 mar.        |  |
| 5 nov. | 8-0    | Olimpus-Salinis            | 4-3           | 4 mar.        |  |
| 5 nov. | 2-3    | Real Statte-Ternana        | 4-6           | 4 mar.        |  |
| 3 gen. | 1-6    | Bellator Ferentum-Kick Off | 0-6           | 4 mar.        |  |

| andata  | andata | 10ª giornata               | ritorno (27ª) | ritorno (27ª) |
|         |        |                            |               |               |
| 12 nov. | 0-5    | Falconara-Olimpus          | 1-3           | 18 mar.       |
| 12 nov. | 3-2    | Cagliari-Bellator Ferentum | 3-3           | 18 mar.       |
| 12 nov. | 3-1    | Kick Off-Breganze          | 4-4           | 18 mar.       |
| 12 nov. | 5-1    | Montesilvano-Rambla        | 5-1           | 18 mar.       |
| 12 nov. | 0-1    | Salinis-Lazio              | 5-2           | 18 mar.       |
| 12 nov. | 2-4    | Real Grisignano-Lokrians   | n.d.          | 18 mar.       |
| 12 nov. | 2-1    | Fasano-Thiene              | 3-2           | 18 mar.       |
| 12 nov. | 2-5    | Ternana-Pescara            | 7-1           | 18 mar.       |

| andata  | andata | 11ª giornata                      | ritorno (28ª) | ritorno (28ª) |  |
|         |        |                                   |               |               |  |
| 19 nov. | 4-0    | Bellator Ferentum-Real Grisignano | 1-4           | 25 mar.       |  |
| 19 nov. | 1-9    | Thiene-Montesilvano               | 0-11          | 25 mar.       |  |
| 19 nov. | 5-5    | Breganze-Cagliari                 | 3-1           | 25 mar.       |  |
| 19 nov. | 2-8    | Rambla-Salinis                    | 0-6           | 25 mar.       |  |
| 19 nov. | 1-6    | Lokrians-Ternana                  | n.d.          | 25 mar.       |  |
| 19 nov. | 2-2    | Olimpus-Kick Off                  | 2-3           | 11 apr.       |  |
| 19 nov. | 2-2    | Pescara-Real Statte               | 1-1           | 25 mar.       |  |
| 3 gen.  | 3-1    | Lazio-Falconara                   | 4-4           | 25 mar.       |  |

| andata  | andata | 12ª giornata              | ritorno (29ª) | ritorno (29ª) |
|         |        |                           |               |               |
| 26 nov. | 5-2    | Falconara-Rambla          | 4-1           | 31 mar.       |
| 26 nov. | 2-3    | Cagliari-Olimpus          | 5-3           | 7 feb.        |
| 26 nov. | 7-2    | Kick Off-Lazio            | 8-2           | 30 mar.       |
| 26 nov. | 4-1    | Montesilvano-Fasano       | 4-0           | 30 mar.       |
| 26 nov. | 4-1    | Salinis-Thiene            | 3-1           | 29 mar.       |
| 26 nov. | 0-7    | Real Grisignano-Breganze  | 3-6           | 30 mar.       |
| 26 nov. | 3-2    | Real Statte-Lokrians      | n.d.          | 30 mar.       |
| 26 nov. | 3-0    | Ternana-Bellator Ferentum | 7-3           | 30 mar.       |

| andata | andata | 13ª giornata                  | ritorno (30ª) | ritorno (30ª) |
|        |        |                               |               |               |
| 2 dic. | 1-9    | Thiene-Falconara              | 2-5           | 8 apr.        |
| 2 dic. | 2-4    | Breganze-Ternana              | 2-3           | 8 apr.        |
| 2 dic. | 6-11   | Rambla-Kick Off               | 0-5           | 8 apr.        |
| 2 dic. | 3-3    | Lazio-Cagliari                | 6-6           | 9 apr.        |
| 2 dic. | 9-0    | Olimpus-Real Grisignano       | 4-3           | 8 apr.        |
| 2 dic. | 1-3    | Fasano-Salinis                | 2-4           | 8 apr.        |
| 3 dic. | 0-5    | Bellator Ferentum-Real Statte | 0-3           | 8 apr.        |
| 3 dic. | 2-6    | Lokrians-Pescara              | n.d.          | 8 apr.        |

| andata  | andata | 14ª giornata              | ritorno (31ª) | ritorno (31ª) |
|         |        |                           |               |               |
| 13 dic. | 4-3    | Falconara-Fasano          | 6-0           | 15 apr.       |
| 13 dic. | 4-4    | Cagliari-Rambla           | 6-1           | 15 apr.       |
| 13 dic. | 14-0   | Kick Off-Thiene           | 11-2          | 15 apr.       |
| 13 dic. | 9-2    | Pescara-Bellator Ferentum | 3-6           | 15 apr.       |
| 13 dic. | 2-3    | Salinis-Montesilvano      | 2-3           | 15 apr.       |
| 13 dic. | 6-0    | Real Grisignano-Lazio     | 3-8           | 15 apr.       |
| 13 dic. | 2-1    | Real Statte-Breganze      | 2-1           | 14 apr.       |
| 13 dic. | 3-3    | Ternana-Olimpus           | 4-1           | 15 apr.       |

| andata  | andata | 15ª giornata               | ritorno (32ª) | ritorno (32ª) |
|         |        |                            |               |               |
| 17 dic. | 1-3    | Bellator Ferentum-Lokrians | n.d.          | 22 apr.       |
| 17 dic. | 1-6    | Thiene-Cagliari            | 0-7           | 22 apr.       |
| 17 dic. | 2-4    | Breganze-Pescara           | 5-1           | 22 apr.       |
| 17 dic. | 0-5    | Rambla-Real Grisignano     | 3-2           | 22 apr.       |
| 17 dic. | 1-0    | Montesilvano-Falconara     | 3-1           | 22 apr.       |
| 17 dic. | 1-4    | Lazio-Ternana              | 5-9           | 20 apr.       |
| 17 dic. | 6-0    | Olimpus-Real Statte        | 4-1           | 22 apr.       |
| 17 dic. | 1-4    | Fasano-Kick Off            | 0-8           | 22 apr.       |

| andata  | andata | 16ª giornata           | ritorno (33ª) | ritorno (33ª) |
|         |        |                        |               |               |
| 28 nov. | 6-0    | Cagliari-Fasano        | 8-1           | 25 apr.       |
| 23 dic. | 3-3    | Falconara-Salinis      | 3-5           | 25 apr.       |
| 23 dic. | 0-5    | Kick Off-Montesilvano  | 3-3           | 25 apr.       |
| 23 dic. | 1-3    | Lokrians-Breganze      | n.d.          | 25 apr.       |
| 23 dic. | 3-2    | Pescara-Olimpus        | 0-1           | 25 apr.       |
| 23 dic. | 2-0    | Real Grisignano-Thiene | 2-1           | 25 apr.       |
| 23 dic. | 3-5    | Real Statte-Lazio      | 8-4           | 25 apr.       |
| 23 dic. | 9-2    | Ternana-Rambla         | 6-3           | 25 apr.       |

| \| andata \| andata \| 17ª giornata \| ritorno (34ª) \| ritorno (34ª) \| \| \| \| \| \| \| \| 7 gen. \| 2-3 \| Thiene-Ternana \| 2-13 \| 29 apr. \| \| 7 gen. \| 4-0 \| Breganze-Bellator Ferentum \| 3-1 \| 29 apr. \| \| 7 gen. \| 1-5 \| Rambla-Real Statte \| 0-0 \| 29 apr. \| \| 7 gen. \| 3-5 \| Lazio-Pescara \| 4-2 \| 29 apr. \| \| 7 gen. \| 1-0 \| Montesilvano-Cagliari \| 4-3 \| 29 apr. \| \| 7 gen. \| n.d. \| Olimpus-Lokrians \| n.d. \| 29 apr. \| \| 7 gen. \| 0-3 \| Salinis-Kick Off \| 3-4 \| 29 apr. \| \| 7 gen. \| 3-3 \| Fasano-Real Grisignano \| 1-6 \| 29 apr. \| |        |                            |               |               |
| andata | andata | 17ª giornata               | ritorno (34ª) | ritorno (34ª) |
| |        |                            |               |               |
| 7 gen. | 2-3    | Thiene-Ternana             | 2-13          | 29 apr.       |
| 7 gen. | 4-0    | Breganze-Bellator Ferentum | 3-1           | 29 apr.       |
| 7 gen. | 1-5    | Rambla-Real Statte         | 0-0           | 29 apr.       |
| 7 gen. | 3-5    | Lazio-Pescara              | 4-2           | 29 apr.       |
| 7 gen. | 1-0    | Montesilvano-Cagliari      | 4-3           | 29 apr.       |
| 7 gen. | n.d.   | Olimpus-Lokrians           | n.d.          | 29 apr.       |
| 7 gen. | 0-3    | Salinis-Kick Off           | 3-4           | 29 apr.       |
| 7 gen. | 3-3    | Fasano-Real Grisignano     | 1-6           | 29 apr.       |

### Statistiche

#### Classifica marcatori
57 Renatinha (Ternana)
53 Dayane Da Rocha (Olimpus)
43 Vanessa (Pescara)
42 Marta (Cagliari)
34 Vieira (Kick Off)
33 Amparo (Montesilvano)

#### Record
Statistiche aggiornate al 29 aprile 2018
- Maggior numero di vittorie: Olimpus(24)
- Minor numero di vittorie: Città di Thiene(1)
- Maggior numero di pareggi: Italcave Real Statte(6)
- Minor numero di pareggi: Città di Thiene(0)
- Maggior numero di sconfitte: Città di Thiene(29)
- Minor numero di sconfitte: Olimpus-Montesilvano(4)
- Miglior attacco: Kick Off(153)
- Peggior attacco: Città di Thiene(41)
- Miglior difesa: Montesilvano(46)
- Peggior difesa: Città di Thiene(203)
- Miglior differenza reti: Olimpua(+92)
- Peggior differenza reti: Città di Thiene(-162)
- Miglior serie positiva:
- Maggior numero di vittorie consecutive:
- Maggior numero di sconfitte consecutive:
- Partita con maggiore scarto di gol:
- Partita con più reti:
- Maggior numero di reti in una giornata:
- Minor numero di reti in una giornata:

## Play-off

### Regolamento
Gli incontri dei quarti di finale e delle semifinali sono a eliminazione diretta con gare di andata e ritorno. Gli incontri di andata saranno effettuati in casa delle squadre meglio classificate al termine della "stagione regolare". Al termine degli incontri saranno dichiarate vincenti le squadre, che nelle due partite di andata e di ritorno, avranno ottenuto il maggior punteggio. In caso di parità di punti tra le due squadre al termine delle due gare, indipendentemente dalla differenza reti, si disputerà una terza gara di spareggio da giocarsi sempre sul campo della migliore classificata al termine della stagione regolare. In caso di parità al termine della terza gara si giocheranno due tempi supplementari di 5 minuti ciascuno. Qualora anche al termine di questi le squadre fossero in parità sarà considerata vincente la squadra in migliore posizione di classifica al termine della "stagione regolare". La finale si disputerà al meglio delle tre gare secondo l'ordine di seguito evidenziato: 1ª gara in casa della squadra meglio classificata al termine della "stagione regolare"; 2ª gara in casa della squadra peggio classificata al termine della “stagione regolare”; 3ª (eventuale) in casa della squadra meglio classificata al termine della "stagione regolare". Al termine degli incontri saranno dichiarate vincenti le squadre, che avranno ottenuto il maggior punteggio. In caso di parità al termine si giocheranno due tempi supplementari di 5 minuti ciascuno. Qualora anche al termine di questi le squadre fossero in parità si procederà all'effettuazione dei tiri di rigore.

### Tabellone
|  | Quarti di finale | Quarti di finale | Quarti di finale | Quarti di finale | Quarti di finale |  |  | Semifinali | Semifinali  | Semifinali  | Semifinali | Semifinali |   |   | Finale   | Finale   | Finale   | Finale | Finale |  |
|  |                  |                  |                  |                  |                  |  |  |            |             |             |            |            |   |   |          |          |          |        |        |  |
|  | 1                | Olimpus          | Olimpus          | 5                | 2                |  |  |            |             |             |            |            |   |   |          |          |          |        |        |  |
|  | 8                | Lazio            | Lazio            | 2                | 2                |  |  | 1          | Olimpus     | Olimpus     | 1          | 3          |   |   |          |          |          |        |        |  |
|  | 4                | Kick Off         | Kick Off         | 5                | 4                |  |  | 4          | Kick Off    | Kick Off    | 4          | 3          |   |   |          |          |          |        |        |  |
|  | 5                | Pescara          | Pescara          | 1                | 3                |  |  |            |             |             |            |            |   |   | Kick Off | Kick Off | Kick Off | 3      | 3      |  |
|  | 3                | Ternana          | 4                | 4                | 4                |  |  |            |             | Ternana     | Ternana    | Ternana    | 7 | 5 |          |          |          |        |        |  |
|  | 6                | Cagliari         | 3                | 5                | 3                |  |  | 3          | Ternana     | Ternana     | 5          | 11         |   |   |          |          |          |        |        |  |
|  | 2                | Montesilvano     | Montesilvano     | 1                | 3                |  |  | 7          | Real Statte | Real Statte | 1          | 0          |   |   |          |          |          |        |        |  |
|  | 7                | Real Statte      | Real Statte      | 1                | 4                |  |  |            |             |             |            |            |   |   |          |          |          |        |        |  |

### Risultati

#### Quarti di finale

##### Gara 1
| Roma 4 maggio 2018, ore 20:00 CEST | Olimpus                                           | 5 – 2 (2-0) referto | Lazio | PalaOlgiata\| Arbitri: \| Davide De Ninno (Varese) Silvia Volonterio (Como) \| \| Crono: \| Alex Iannuzzi (Roma 1) \| |
| Arbitri:                           | Davide De Ninno (Varese) Silvia Volonterio (Como) |                     |       | |
| Crono:                             | Alex Iannuzzi (Roma 1)                            |                     |       | |

| San Donato Milanese 5 maggio 2018, ore 16:00 CEST | Kick Off                                         | 5 – 1 (5-0) referto | Pescara | Palazzetto dello sport\| Arbitri: \| Paolo Gandolfi (Parma) Antonella Manca (Sassari) \| \| Crono: \| Maurizio Luigi Schito (Milano) \| |
| Arbitri:                                          | Paolo Gandolfi (Parma) Antonella Manca (Sassari) |                     |         | |
| Crono:                                            | Maurizio Luigi Schito (Milano)                   |                     |         | |

| Terni 5 maggio 2018, ore 14:30 CEST | Ternana                                            | 4 – 3 (3-2) referto | Cagliari | PalaDiVittorio\| Arbitri: \| Alessandro Ribaudo (Roma 2) Claudia Lozzi (Roma 2) \| \| Crono: \| Dario Tescarollo (Roma 1) \| |
| Arbitri:                            | Alessandro Ribaudo (Roma 2) Claudia Lozzi (Roma 2) |                     |          | |
| Crono:                              | Dario Tescarollo (Roma 1)                          |                     |          | |

| Chieti 5 maggio 2018, ore 18:00 CEST | Montesilvano                                          | 1 – 1 (1-0) referto | Real Statte | Pala Santa Filomena\| Arbitri: \| Luca Rosciarelli (Orvieto) Natalia Bernardino (Terni) \| \| Crono: \| Dario Di Nicola (Pescara) \| |
| Arbitri:                             | Luca Rosciarelli (Orvieto) Natalia Bernardino (Terni) |                     |             | |
| Crono:                               | Dario Di Nicola (Pescara)                             |                     |             | |

##### Gara 2
| Roma 8 maggio 2018, ore 20:00 CEST | Lazio                                                     | 2 – 2 (1-1) referto | Olimpus | PalaGems\| Arbitri: \| Fabio Maria Malandra (Avezzano) Stefania Candria (Teramo) \| \| Crono: \| Angelo Bottini (Roma 1) \| |
| Arbitri:                           | Fabio Maria Malandra (Avezzano) Stefania Candria (Teramo) |                     |         | |
| Crono:                             | Angelo Bottini (Roma 1)                                   |                     |         | |

| Pescara 9 maggio 2018, ore 16:00 CEST | Pescara                                                   | 3 – 4 (2-3) referto | Kick Off | PalaRigopiano\| Arbitri: \| Gianfrancesco Sorci (Pesaro) Krizia Zucchiatti (Tolmezzo) \| \| Crono: \| Marco Terzini (Pescara) \| |
| Arbitri:                              | Gianfrancesco Sorci (Pesaro) Krizia Zucchiatti (Tolmezzo) |                     |          | |
| Crono:                                | Marco Terzini (Pescara)                                   |                     |          | |

| Cagliari 9 maggio 2018, ore 16:00 CEST | Cagliari                                              | 5 – 4 (2-2) referto | Ternana | PalaCONI\| Arbitri: \| Francesco Aufieri (Milano) Carlotta Filippi (Bergamo) \| \| Crono: \| Fabio Loni (Cagliari) \| |
| Arbitri:                               | Francesco Aufieri (Milano) Carlotta Filippi (Bergamo) |                     |         | |
| Crono:                                 | Fabio Loni (Cagliari)                                 |                     |         | |

| Montemesola 9 maggio 2018, ore 18:00 CEST | Real Statte                                                         | 4 – 3 (2-0) referto | Montesilvano | PalaCurtivecchi\| Arbitri: \| Gianpiero Cafaro (Sala Consilina) Giuseppe Aumenta (Sala Consilina) \| \| Crono: \| Vincenzo Buzzacchino (Taranto) \| |
| Arbitri:                                  | Gianpiero Cafaro (Sala Consilina) Giuseppe Aumenta (Sala Consilina) |                     |              | |
| Crono:                                    | Vincenzo Buzzacchino (Taranto)                                      |                     |              | |

##### Gara 3
| Terni 13 maggio 2018, ore 16:00 CEST | Ternana                                               | 4 – 3 (2-1) referto | Cagliari | PalaDiVittorio\| Arbitri: \| Simone Pisani (Aprilia) Alessandra Carradori (Roma 1) \| \| Crono: \| Ivo Colangeli (Aprilia) \| |
| Arbitri:                             | Simone Pisani (Aprilia) Alessandra Carradori (Roma 1) |                     |          | |
| Crono:                               | Ivo Colangeli (Aprilia)                               |                     |          | |

#### Semifinali

##### Gara 1
| Terni 19 maggio 2018, ore 17:00 CEST | Ternana                                                     | 5 – 1 (4-0) referto | Real Statte | PalaDiVittorio\| Arbitri: \| Walter Suelotto (Bassano del Grappa) Elena Lunardi (Padova) \| \| Crono: \| Alessandro Ghetti (Bologna) \| |
| Arbitri:                             | Walter Suelotto (Bassano del Grappa) Elena Lunardi (Padova) |                     |             | |
| Crono:                               | Alessandro Ghetti (Bologna)                                 |                     |             | |

| Roma 19 maggio 2018, ore 18:00 CEST | Olimpus                                              | 1 – 4 (1-3) referto | Kick Off | PalaOlgiata\| Arbitri: \| Tullio Graziano (Palermo) Antonella Maglietta (Bari) \| \| Crono: \| Simone Micciulla (Roma 2) \| |
| Arbitri:                            | Tullio Graziano (Palermo) Antonella Maglietta (Bari) |                     |          | |
| Crono:                              | Simone Micciulla (Roma 2)                            |                     |          | |

##### Gara 2
| San Donato Milanese 22 maggio 2018, ore 18:00 CEST | Kick Off                                      | 3 – 3 (0-0) referto | Olimpus | Palazzetto dello sport\| Arbitri: \| Gianluca Morelli (Imperia) Sara Lucia (Aosta) \| \| Crono: \| Luigi La Sorsa (Milano) \| |
| Arbitri:                                           | Gianluca Morelli (Imperia) Sara Lucia (Aosta) |                     |         | |
| Crono:                                             | Luigi La Sorsa (Milano)                       |                     |         | |

| Montemesola 23 maggio 2018, ore 20:00 CEST | Real Statte                                         | 0 – 11 (0-2) referto | Ternana | PalaCurtivecchi\| Arbitri: \| Simone Zanfino (Agropoli) Michele Caprioli (Venosa) \| \| Crono: \| Antonio Dimundo (Molfetta) \| |
| Arbitri:                                   | Simone Zanfino (Agropoli) Michele Caprioli (Venosa) |                      |         | |
| Crono:                                     | Antonio Dimundo (Molfetta)                          |                      |         | |

#### Finale

##### Gara 1
| Terni 2 giugno 2018, ore 18:10 CEST | Ternana                                           | 7 – 3 (3-1) referto | Kick Off | PalaDiVittorio\| Arbitri: \| Alex Iannuzzi (Roma 1) Giulia Fedrigo (Pordenone) \| \| Crono: \| Ivano Pubblico (Roma 1) \| |
| Arbitri:                            | Alex Iannuzzi (Roma 1) Giulia Fedrigo (Pordenone) |                     |          | |
| Crono:                              | Ivano Pubblico (Roma 1)                           |                     |          | |

##### Gara 2
| San Donato Milanese 10 giugno 2018, ore 20:00 CEST | Kick Off                                         | 3 – 5 (2-2) referto | Ternana | Palazzetto dello sport\| Arbitri: \| Chiara Perona (Biella) Carlo Adilardi (Collegno) \| \| Crono: \| Sue Ellen Salvatore (Gallarate) \| |
| Arbitri:                                           | Chiara Perona (Biella) Carlo Adilardi (Collegno) |                     |         | |
| Crono:                                             | Sue Ellen Salvatore (Gallarate)                  |                     |         | |

## Play-out

### Formula
Le squadre che hanno concluso il campionato dall'undicesima alla quattordicesima posizione si affronteranno in un doppio spareggio (andata e ritorno, la prima partita verrà giocata in casa della peggior classificata) per determinare le altre 3 squadre a retrocedere in Serie A2. Al termine degli incontri sarà dichiarata vincente la squadra che nelle due partite (di andata e di ritorno) avrà ottenuto il maggior punteggio ovvero a parità di punteggio la squadra che avrà realizzato il maggior numero di reti. Nel caso di parità gli arbitri della gara di ritorno faranno disputare due tempi supplementari di 5 minuti ciascuno. Qualora anche al termine di questi le squadre fossero in parità sarà considerata vincente la squadra in migliore posizione di classifica al termine della stagione regolare.

### Risultati

#### Primo turno

##### Andata
| Fasano 6 maggio 2018, ore 16:00 CEST | SF Fasano                                              | 0 – 6 (0-0) referto | Falconara | Palestra ITC Salvemini\| Arbitri: \| Arrigo D’Alessandro (Bernalda) Olga De Giorgi (Modena) \| \| Crono: \| Paolo De Lorenzo (Brindisi) \| |
| Arbitri:                             | Arrigo D’Alessandro (Bernalda) Olga De Giorgi (Modena) |                     |           | |
| Crono:                               | Paolo De Lorenzo (Brindisi)                            |                     |           | |

| Grisignano di Zocco 6 maggio 2018, ore 16:00 CEST | Real Grisignano                                             | 3 – 0 (1-0) referto | Bellator Ferentum | Palasport Tassinato Zampieri\| Arbitri: \| Maurizio Francesco Franco (Como) Stefania Cedraro (Perugia) \| \| Crono: \| Simone Tassinato (Padova) \| |
| Arbitri:                                          | Maurizio Francesco Franco (Como) Stefania Cedraro (Perugia) |                     |                   | |
| Crono:                                            | Simone Tassinato (Padova)                                   |                     |                   | |

##### Ritorno
| Falconara Marittima 13 maggio 2018, ore 16:00 CEST | Falconara                                                | 1 – 1 (1-1) referto | SF Fasano | PalaBadiali\| Arbitri: \| Alberto Casadei (Cesena) Alessandro Cannizzaro (Ravenna) \| \| Crono: \| Daniele Filannino (Jesi) \| |
| Arbitri:                                           | Alberto Casadei (Cesena) Alessandro Cannizzaro (Ravenna) |                     |           | |
| Crono:                                             | Daniele Filannino (Jesi)                                 |                     |           | |

| Frosinone 13 maggio 2018, ore 16:00 CEST | Bellator Ferentum                                 | 0 – 8 (0-2) referto | Real Grisignano | Palazzetto dello sport "Città di Frosinone"\| Arbitri: \| Andrea Di Vito (L'Aquila) Luca Moscone (L'Aquila) \| \| Crono: \| Luca Micheli (Frosinone) \| |
| Arbitri:                                 | Andrea Di Vito (L'Aquila) Luca Moscone (L'Aquila) |                     |                 | |
| Crono:                                   | Luca Micheli (Frosinone)                          |                     |                 | |

#### Secondo turno

##### Andata
| Grisignano di Zocco 20 maggio 2018, ore 16:00 CEST | Real Grisignano                                     | 3 – 1 (1-0) referto | Falconara | Palasport Tassinato Zampieri\| Arbitri: \| Carlo Casu (Sassari) Vincenzo Cammarano (Nichelino) \| \| Crono: \| Federico Beggio (Padova) \| |
| Arbitri:                                           | Carlo Casu (Sassari) Vincenzo Cammarano (Nichelino) |                     |           | |
| Crono:                                             | Federico Beggio (Padova)                            |                     |           | |

##### Ritorno
| Falconara Marittima 27 maggio 2018, ore 16:00 CEST | Falconara                                             | 4 – 6 (0-3) referto | Real Grisignano | PalaBadiali\| Arbitri: \| Stefano Parrella (Cesena) Alessandro Ghetti (Bologna) \| \| Crono: \| Ciro Oliviero (Pesaro) \| |
| Arbitri:                                           | Stefano Parrella (Cesena) Alessandro Ghetti (Bologna) |                     |                 | |
| Crono:                                             | Ciro Oliviero (Pesaro)                                |                     |                 | |

## Supercoppa italiana
Preso atto della rinuncia del Sinnai, finalista della Coppa Italia la scorsa stagione, vinta, come lo scudetto, dall'Olimpus Roma, il Consiglio Direttivo ha deliberato la disputa di uno spareggio in campo neutro da disputarsi domenica 17 settembre tra Città di Montesilvano e Futsal Breganze, semifinaliste della manifestazione; la vincitrice di questa gara contenderà all'Olimpus la Supercoppa italiana femminile, in programma domenica 30 settembre.

### Spareggio
| Arbitri: | Angelo Vocino (Ancona) Luca Serfilippi (Pesaro) |
| Crono:   | Gianfrancesco Sorci (Pesaro)                    |

|                                  |           |                                                                           |
| Pinto Dias 1'02'’ Pereira 6'03'’ | Marcatori | 14'22'’ Ortega 25'48'’ (aut.) Pereira 35'13'’ Amparo 39'38'’ Domenichetti |

### Finale
| Arbitri: | Chiara Perona (Biella) Sue Ellen Salvatore (Gallarate) |
| Crono:   | Alessandra Carradori (Roma 1)                          |

| |            | |
| Lisi 8'20'’ Dayane 27'03'’ | Marcatori  | 35'30'’ Mendes |
| Sara Giustiniani Aracely Gayardo Gimena Blanco Dayane Leticia Martín Cortés Arianna Pomposelli Roberta Maione Benedetta De Angelis Giulia Lisi Serena Benvenuto Tainã Santos Chiara Salinetti | Formazioni | · Samira Ghanfili · Alessia Guidotti · Eva Maria Ortega · Bruna Borges · Amparo · Giulia Domenichetti · Susanna Nicoletti · Filipa Alexandra Ferreira Mendes · Serena Sergi · Barbara Silvetti · Ersilia d'Incecco · Ana Carolina Sestari |
| Daniele D'Orto | Allenatori | Gianluca Marzuoli |